# C/1965 S1 (Ikeya-Seki)
C/1965 S1 (Ikeya-Seki), iar în japoneză 池谷・関彗星, pronunțat: Ikeya-Seki-suisei, mai cunoscută sub denumirea cometa Ikeya-Seki, este o cometă razantă la Soare. 

## Descoperirea cometei
Ea a fost descoperită independent de doi astronomi amatori japonezi, Kaoru Ikeya și Tsutomu Seki, la 18 septembrie 1965.

## Evoluția cometei
Cometa a trecut la periheliu la 21 octombrie, apropiindu-se de suprafața Soarelui la 450.000 de kilometri. În acel moment nucleul său s-a spart în două fragmente. A atins magnitudinea maximă de -10, devenind vizibilă în plină zi și prezentând o coadă care se întindea pe 45° din suprafața cerului. Aceste caracteristici fac din cometa Ikeya-Seki una din cele mai remarcabile ale secolului al XX-lea, meritându-și numele de Marea Cometă din 1965.
Studiul cometei arată că aparține grupului lui Kreutz și că probabil provenise din fragmentarea unei comete observate în 1106, X/1106 C 1, ca și Marea Cometă din septembrie (C/1882 R1), observată  în 1882.
Perioada sa orbitală este estimată la 880 de ani.

## Galerie de imagini

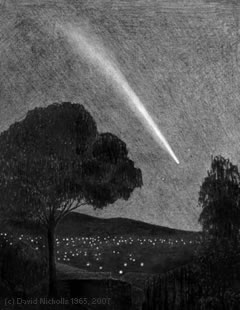
Cometa Ikeya–Seki văzută din Canberra, 31 octombrie 1965.  Desen de David Nicholls.
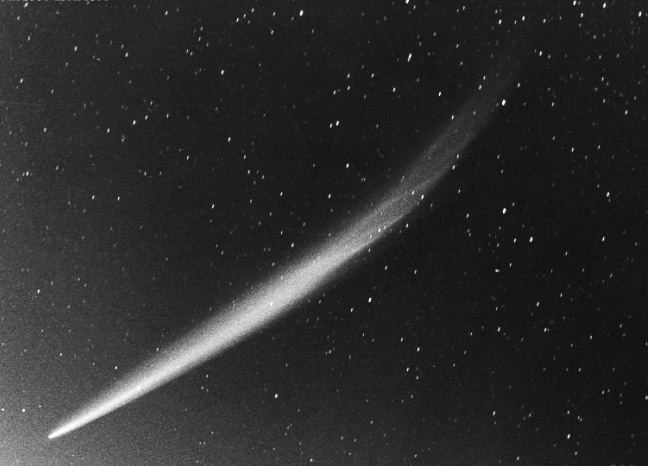
Cometa Ikeya-Seki, 30 octombrie 1965. Fotografie de James W. Young (TMO/JPL/NASA)